# Lomariopsis decrescens
Lomariopsis decrescens är en ormbunkeart som först beskrevs av Bak., och fick sitt nu gällande namn av Oskar Kuhn. Lomariopsis decrescens ingår i släktet Lomariopsis och familjen Lomariopsidaceae. Inga underarter finns listade.